# Daleka Północ (Rosja)

Daleka Północ na mapie Rosji.

Daleka Północ (Rosjanie mówią „Skrajna Północ” ros. Крайний Север, Krajnij Siewier) – region geograficzny w Rosji. Zajmuje obszar 12 mln km² i daje Rosji 90% gazu, 75% ropy naftowej, 80% złota, 95% miedzi i niklu.